# Magnus Ryberg
Magnus Ryberg, född 7 december 1736 i Säby socken, Jönköpings län, död 15 februari 1801 i Kristbergs socken, Östergötlands län, var en svensk präst.

## Biografi
Magnus Ryberg föddes 1736 på Hyltan i Säby socken. Han var son till inspektorn Magnus Ryberg och Kerstin Månsdotter. Ryberg blev 1756 student vid Uppsala universitet och prästvigdes 2 december 1764. Han blev 2 maj 1776 komminister i Harstads församling och tog pastoralexamen 16 november 1785. Ryberg blev 9 oktober 1797 kyrkoherde i Kristbergs församling och tillträde 1798. Han avled 15 februari 1801 i Kristbergs socken.

### Familj
Ryberg gifte sig första gången 28 november 1775 med Maria Catharina Palmeroth (1743–1791), som var dotter till kyrkoherden Andreas Palmeroth och Hedvig Margareta Laurbecchius i Väderstads socken. De fick tillsammans barnen Hedvig (1776–1859), Ulrica (1778–1861), Anders Magnus (1781–1821) och Nils Johan (1784–1784). Han gifte sig andra gången 31 maj 1798 med Sara Catharina Hedberg (1770–1821), som var dotter till kyrkoherden Magnus Johan Hedberg och Anna Margareta Könsberg i Kristbergs socken. De fick tillsammans barnen Anna Charlotta (1799–1885) och Carl Gustaf Ryberg.